# بيتر كليمنت
بيتر كليمنت هو لاعب كرة قدم نمساوي، ولد في 27 مارس 1946.